# Firmiana diversifolia
Firmiana diversifolia är en malvaväxtart som beskrevs av Asa Gray. Firmiana diversifolia ingår i släktet Firmiana och familjen malvaväxter. Inga underarter finns listade i Catalogue of Life.